# ウクライナ研究会
ウクライナ研究会（ウクライナけんきゅうかい、ウクライナ語: Асоціація україністів Японії、英語: Japanese Association for Ukrainian Studies）は、日本のウクライナ研究の学術団体。国際ウクライナ学会日本支部を兼ねる。

## 概要
ウクライナ研究会は、日本におけるウクライナ研究の発展とウクライナ研究者の交流を目的とする集まりで、1994年6月に東京大学教養学部で創立準備会を持ち、1994年10月に設立された。
毎年、春と秋に2回の研究報告会を開催している。
近年は「ウクライナの地名のカタカナ表記に関する有識者会議」を開催し、ウクライナの地名・国名の日本語表記について研究会としての見解や指針を示すなど、日本のウクライナ研究のみならず社会的影響を及ぼす問題についても積極的に取り組んでいる。会員には研究者だけではなく、 歴代の元駐ウクライナ大使やウクライナに関連する企業関係者なども多い。

国際ウクライナ学会の日本支部でもあり、岡部芳彦会長が、 ミヒャエル・モーザー同学会長（ウィーン大学教授）来日時に会談するなど交流も進めている。

2020年、同会創設25周年事業として「ウクライナ研究会賞」が創設された。日本国内の優れたウクライナ研究に対して、ウクライナ研究会賞（大賞）、研究奨励賞を授与している。

### 公益活動
- 2022年2月27日 - 同月24日に開始したロシアによるウクライナへの全面軍事侵攻に対して、「ロシア連邦によるウクライナ侵攻への抗議ならびにウクライナ国民との連帯声明」を発表した。また、同年3月3日に林芳正外務大臣にも面会してこれを手渡した。[7]

## 歴代会長
- 初代： 中井和夫（東京大学名誉教授）[8]
- 第2代： 末澤恵美（平成国際大学スポーツ健康学部教授）
- 第3代： 岡部芳彦（神戸学院大学経済学部教授）[9]

## 役員
- 副会長：中澤英彦（東京外国語大学名誉教授）、東野篤子（筑波大学教授）[10]
- ウクライナ研究会賞選考委員長：黒川祐次（元日本大学国際関係学部教授、駐ウクライナ日本国大使）[11]

## ウクライナ研究会賞　受賞者
- 第一回（2020年度）

研究奨励賞：

　原田義也

　藤森信吉
- 第二回（2021年度)

ウクライナ研究会賞（大賞）：

　岡部芳彦（神戸学院大学経済学部教授） 受賞対象：『日本・ウクライナ交流史1915-1937年』神戸学院大学出版会、2021年.
研究奨励賞：

　田路真也（衆議院事務局職員）受賞対象：「ウクライナの独立 : レオニード・クラフチュークの役割を中心に」『ロシア・ユーラシアの社会』2020年

　保坂三四郎（エストニア外交政策研究所【EFPI】研究員）受賞対象：「ウクライナのKGBアーカイブ : 公開の背景とその魅力」『ロシア史研究 』2020年、「ドンバス戦争はウクライナの「内戦」か? : 「戦闘の大半」を担う主体の推定に基づく考察 」『神戸学院大学経済学』51(3) 2019年.
- 第三回（2022年度)

ウクライナ研究会賞（大賞）：

オリガ・ホメンコ（オックスフォード大学日産日本問題研究所フェロー）
受賞対象： The Far Eastern Odyssey of Ivan Svit [Далекосхідна одіссея Івана Світа]2021.ほか。
研究奨励賞：

ユリヤ・ジャブコ（茨城キリスト教大学専任講師）
受賞対象：
『日本語・ウクライナ語社会言語学辞典「言語政策」のターミノロジカル・フィールド』 イヴァン・フランコ記念リヴィウ国立大学出版所 2019年ほか。　
- 第四回（2023年度)

ウクライナ研究会賞（大賞）：

藤井悦子
受賞対象著書・論文： 
『シェフチェンコ詩集』岩波文庫、2022年
研究奨励賞：

平野高志（UKRINFORM日本語版編集者）
受賞対象著書・論文：
『汚職、オリガルヒと闘うウクライナの「市民社会」』中央公論、2023年 1 0 月号　